# جيري غرانات
جيري غرانات مواليد 28 يناير 1955 في براغ، هو لاعب كرة مضرب تشيكي سابق وكان يلعب باليد اليمنى. أعلى تصنيف له في الفردي كان المركز الـ 82 في سنة 1978. أعلى تصنيف له في الزوجي كان المركز الـ 191 في سنة 1983.

## روابط خارجية
- جيري غرانات على موقع رابطة محترفي التنس (الإنجليزية)
- جيري غرانات على موقع الاتحاد الدولي لكرة المضرب (الإنجليزية)
- جيري غرانات على موقع كأس ديفيز (الإنجليزية)
- جيري غرانات على موقع خلاصة التنس.كوم (الإنجليزية)